# Чаламера
Чаламера (ісп. Chalamera) — муніципалітет в Іспанії, у складі автономної спільноти Арагон, у провінції Уеска. Населення — 135 осіб (2009).
Муніципалітет розташований на відстані близько 350 км на північний схід від Мадрида, 70 км на південний схід від Уески.

## Демографія
Динаміка населення (INE ):